# قورباغه درختی زرد
قورباغه درختی زرد (نام علمی: Dendropsophus) نام یک سرده از خانواده قورباغه‌های درختی حقیقی است.